# Маророа, Сью
Сью Юйчань Маророа (англ. Sue Yuchan Maroroa; 4 марта 1991, Окленд — 10 мая 2023, Шеффилд, Йоркшир и Хамбер) — новозеландская шахматистка, международный мастер среди женщин (2009).

## Биография
Родилась 4 марта 1991 года в Окленде.

### Личные достижения
Чемпионка Новой Зеландии 2006 году.
Бронзовый призёр чемпионата Океании 2009 году.
В составе сборной Новой Зеландии участница пяти шахматных олимпиад (2002—2010).
Участница чемпионатов мира по блицу и рапиду 2018 года.
Представляла Новую Зеландию на юниорских чемпионатах мира 2005 и 2008 годах (в возрастных группах до 14 и до 18 лет соответственно).

### Дальнейшая жизнь
С 2010 года постоянно жила в Великобритании, в Шеффилде. В составе сборной Англии участница шахматных олимпиад 2014 и 2018 годах и командного чемпионата Европы 2017 года.

### Смерть
Скончалась 11 мая 2023 года вскоре после родов от послеродовых осложнений.

## Семья
Отец — выходец с Островов Кука, мать — китаянка из Малайзии.
Муж — гроссмейстер Гавейн Джонс. Поженились в 2012 году.

## Увлечение
Играла в регби за команду «Sheffield Ladies RUFC».

## Изменения рейтинга
| Графики недоступны из-за технических проблем. См. информацию на Фабрикаторе и на mediawiki.org. |